# Transkription (Linguistik)
In der Linguistik (insbesondere Konversations- bzw. Gesprächsanalyse, Spracherwerbsforschung, Dialektologie) versteht man unter Transkription die Verschriftung von gesprochener Sprache (insbesondere Gesprächen, Befragungen oder Spontansprache; direkt oder von einer Aufzeichnung) nach bestimmten Regeln zum Zwecke der wissenschaftlichen Analyse.
Im Gegensatz zu einer einfachen „Niederschrift“ eines Gesprächs, wie sie z. B. für ein journalistisches Interview oder bei polizeilichen Verhören vorgenommen wird, besteht die Herausforderung einer wissenschaftlichen Transkription vor allem darin, Phänomene der Mündlichkeit (wie „Ins-Wort-Fallen“, Verschleifungen, Auslassungen, Intonation, Lautstärke etc.) in einer systematischen Art und Weise zu berücksichtigen. Dabei sind oft Präzision einerseits und Übersichtlichkeit („Lesbarkeit“) andererseits widerstreitende Anforderungen an eine Transkription, zwischen denen ein Kompromiss gefunden werden muss. Die methodologische Literatur ist sich einig, dass dieser Kompromiss sinnvoll nur in Abhängigkeit vom Untersuchungsziel und der zugrunde gelegten linguistischen Theorie gesucht werden kann. Man spricht in diesem Zusammenhang von „Transcription as theory“ (Ochs 1979).
Für bestimmte Untersuchungsziele und linguistische Theorien haben sich mittlerweile Konventionen etabliert, die in der betreffenden Forschergemeinschaft allgemein akzeptiert sind. Beispiele für solche Transkriptionssysteme sind
- GAT = gesprächs-analytisches Transkriptionssystem (Selting et al. 1998)
- HIAT = halb-interpretative Arbeits-Transkription (Ehlich/Rehbein 1976 und Rehbein et al. 2004)
- CHAT = Codes for the Human Analysis of Transcripts (MacWhinney 2000)
- IPA = International Phonetic Alphabet: phonetisch-phonematische Transkription (International Phonetic Association, 1886ff)
- Teuthonista = Phonetische Transkription der deutschen Dialektologie (Teuchert, 1924/1925)

Weil wissenschaftliche Transkription ein aufwändiger Prozess ist, ist es heute die Regel, zum Transkribieren den Computer zu verwenden: Spezialisierte Software vereinfacht die häufigen Korrekturvorgänge, das Navigieren in der Aufnahme und das Einhalten formaler Transkriptionsregeln; die resultierenden digitalen Transkriptionsdateien können einfach und kostengünstig kopiert und verteilt werden; und nicht zuletzt vereinfacht der Computer das Auswerten größerer Mengen von Transkriptionen (sog. Korpora) wesentlich. Die computergestützte Transkription bringt ganz neue Möglichkeiten und Herausforderungen mit sich, die in den betroffenen Wissenschaften bisher nur ansatzweise ermessen wurden.
Beim aktuellen Stand der Technik sind Computerprogramme zur automatisierten Spracherkennung noch keine Unterstützung für die wissenschaftliche Transkription, da deren Resultat zu ungenau für eine wissenschaftliche Auswertung ist und zudem wichtige Notationsvorgaben wie Sprechzuordnungen noch nicht automatisiert erstellt werden können.
Auch für die auf eine tiefere sprachliche Ebene bezogene phonetische Transkription gibt es derzeit noch keine Software, die die sprachlichen Signale zueinander in Relation setzen könnte und damit automatisch ein phonetisches Transkript erzeugen könnte.